# Reichsstadt Herford

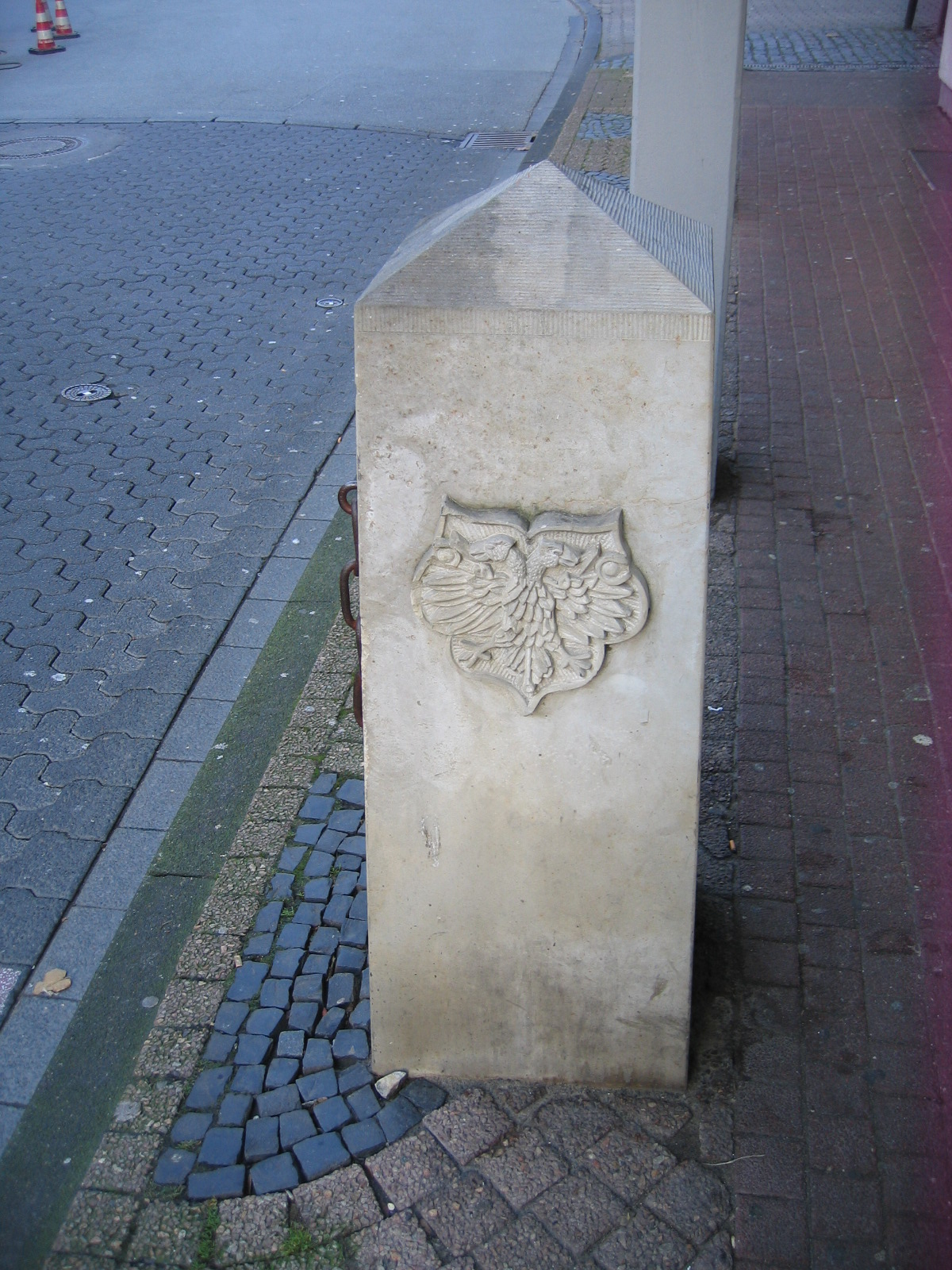
Wappen der Reichsstadt an einem Grenzstein auf der Grenze zum Stift Herford

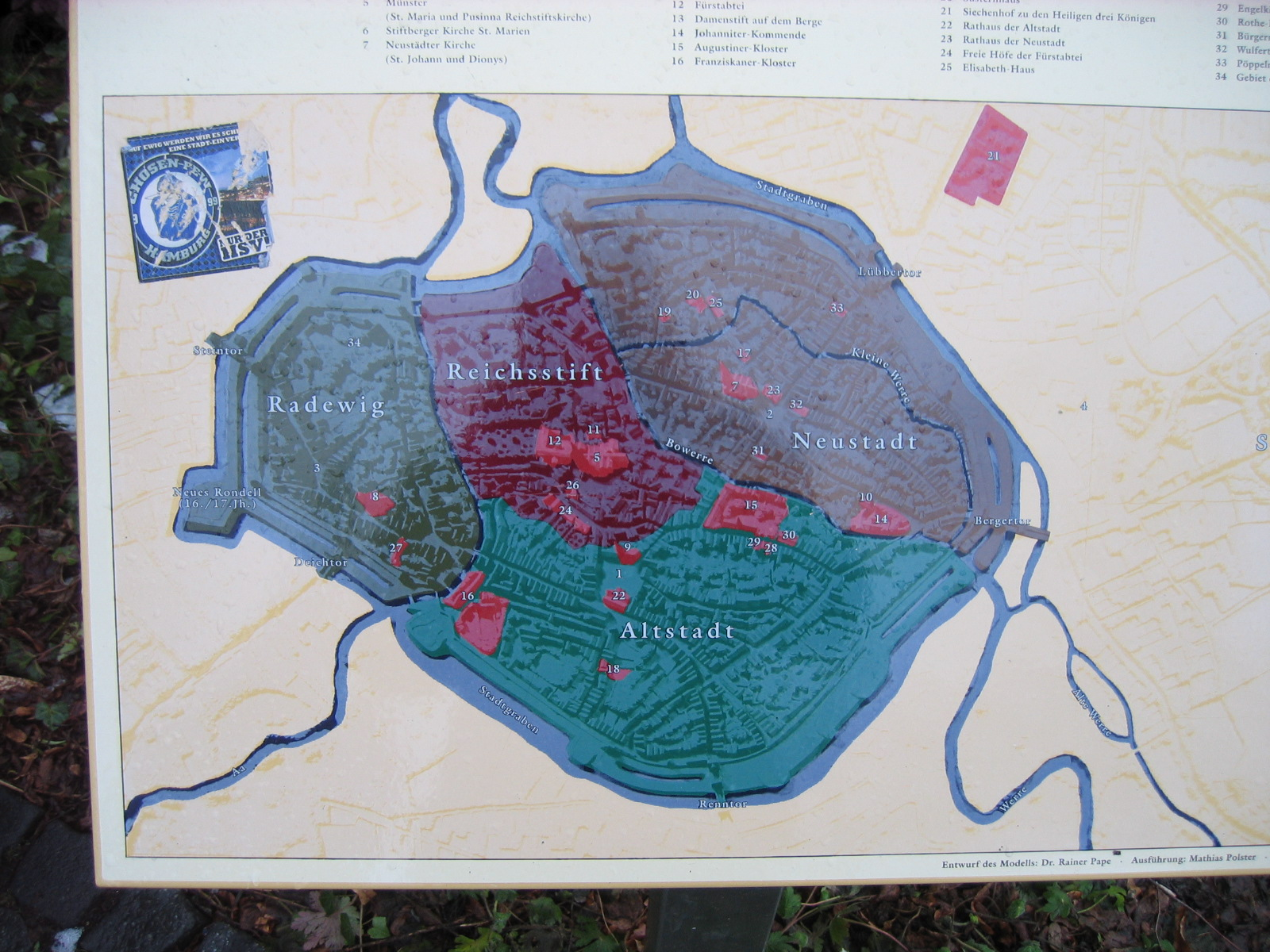
Karte der Reichsstadt bestehend aus der Radewig, Neu- und Altstadt

Die Reichsstadt Herford  (zeitgenössisch auch Hervorden/Heruorden, Herforden, Herevorde, Herwerden, Herfurt, lat. Hervordia/Herfordia, Herfurtum)  war ein Territorium des Heiligen Römischen Reiches im nordöstlichen Westfalen, bestehend vom Spätmittelalter bis 1652.
Zur gesamten Entwicklung der Stadt siehe Herford und Geschichte der Stadt Herford.

## Geschichte
Die Stadt Herford wurde im Hochmittelalter vom ansässigen Frauenstift beherrscht, das bereits 1147 als Reichsstift die Reichsunmittelbarkeit erlangt hatte. In der Folgezeit konnte die Bürgerschaft die Machtposition der Äbtissinnen allmählich einschränken und erhielt außerdem von den römisch-deutschen Königen und Kaisern verschiedene Privilegien, so dass Herford am Ende des Mittelalters auch als Freie Reichsstadt galt.
1547 übertrug das Stift seine verbliebenen Herrschaftsrechte an der Stadt auf die Herzöge von Jülich-Kleve-Berg, die daraufhin die Reichsunmittelbarkeit Herfords bestritten. Darin wurden sie 1548 durch ein Urteil des Reichskammergerichts bestätigt, die Herzöge verzichteten aber darauf, die Autonomie der Stadt anzutasten, weshalb die Bürgerschaft sich mit dem Zustand abfinden konnte.
Als Brandenburg-Preußen 1614 im Vertrag von Xanten einen Teil des Erbes von Jülich-Kleve-Berg erhielt, übernahm es auch die Ansprüche auf Herford und verlieh ihnen durch verstärkte militärische Präsenz in dessen Umland Nachdruck. Angesichts dieser Bedrohung ihrer Freiheiten strengte die Stadt einen erneuten Prozess beim Reichskammergericht an und erhielt schließlich 1631 den Status einer Freien Reichsstadt wieder zugesprochen.
Das durch den Westfälischen Frieden gestärkte Brandenburg-Preußen griff 1652 zu Gewalt, eroberte und annektierte Herford und schlug es seiner Grafschaft Ravensberg zu. Proteste der Bürgerschaft gegen dieses widerrechtliche Vorgehen beim Reichskammergericht blieben wirkungslos.